# Tuna (gmina Södertälje)
Tuna – miejscowość (tätort) w Szwecji, w regionie administracyjnym (län) Sztokholm (gmina Södertälje).
Miejscowość jest położona w prowincji historycznej (landskap) Södermanland na obszarze nazywanym Enhörna, na północny zachód od Södertälje.
Na obrzeżach Tuny znajduje się kościół Ytterenhörna.
W 2010 roku Tuna liczyła 232 mieszkańców.